# Llorac
Llorac – gmina w Hiszpanii, w prowincji Tarragona, w Katalonii, o powierzchni 23,35 km². W 2011 roku gmina liczyła 118 mieszkańców.